# 큰왕눈물떼새

## 개요

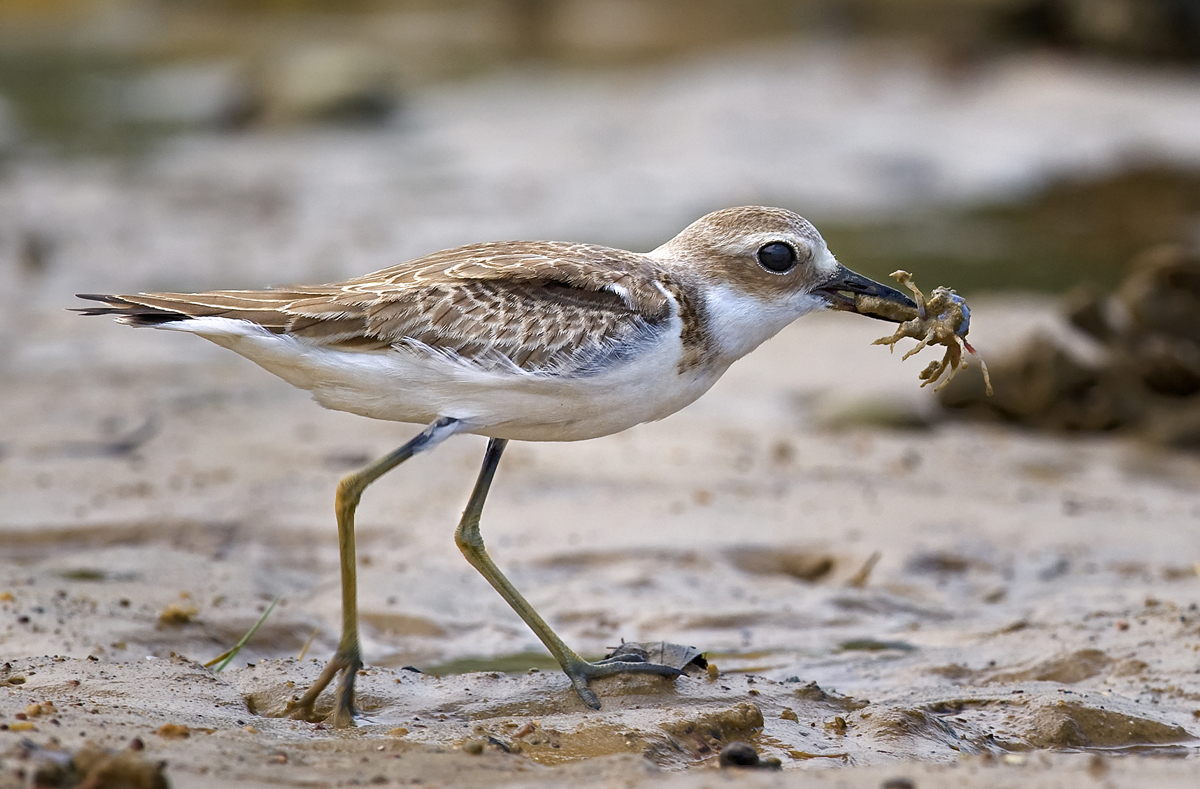

큰왕눈물떼새(Greater Sand Plover, Anarhynchus leschenaultii)는 물떼새과에 속하는 작은 섭금류이다. 영어 이름의 스펠링은 보통 "greater sandplover" 또는 "greater sand-plover"이지만 공식 영국 조류학자 연합(British Ornithologists’ Union, BOU)의 스펠링은 "Greater Sand Plover"이다.

## 생김새
다리가 길고 부리가 두껍다. 등이 회색이고 아랫부분은 흰색이다. 가슴, 이마, 목 뒤쪽은 적갈색이다. 암컷은 색이 흐릿하다. 다리는 녹색이고 부리는 검은색이다.

큰왕눈물떼새는 몽골왕눈물떼새에 비해 부리와 다리가 길며, 몽골왕눈물떼새와 달리 가슴의 주황색이 가슴 옆까지 이어지지 않는다는 차이점이 있다.

## 분포

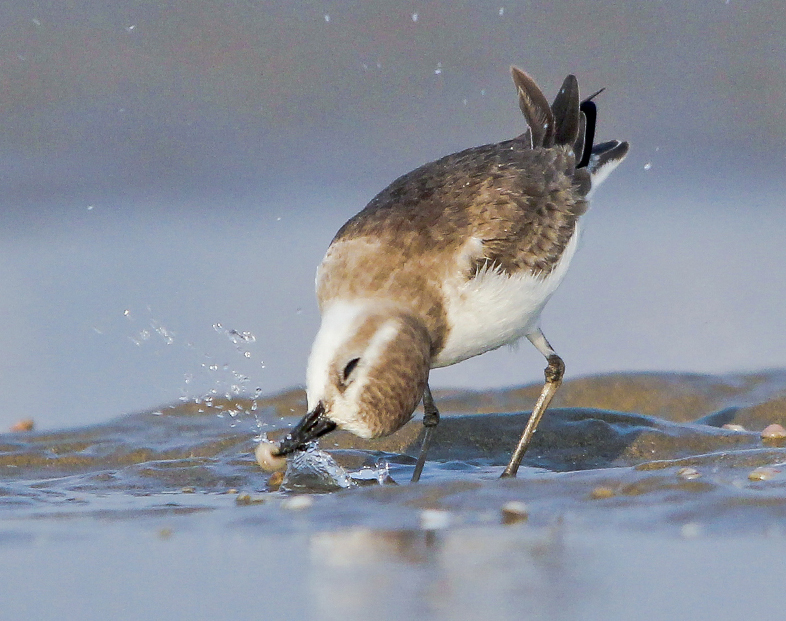
쿠치의 큰왕눈물떼새

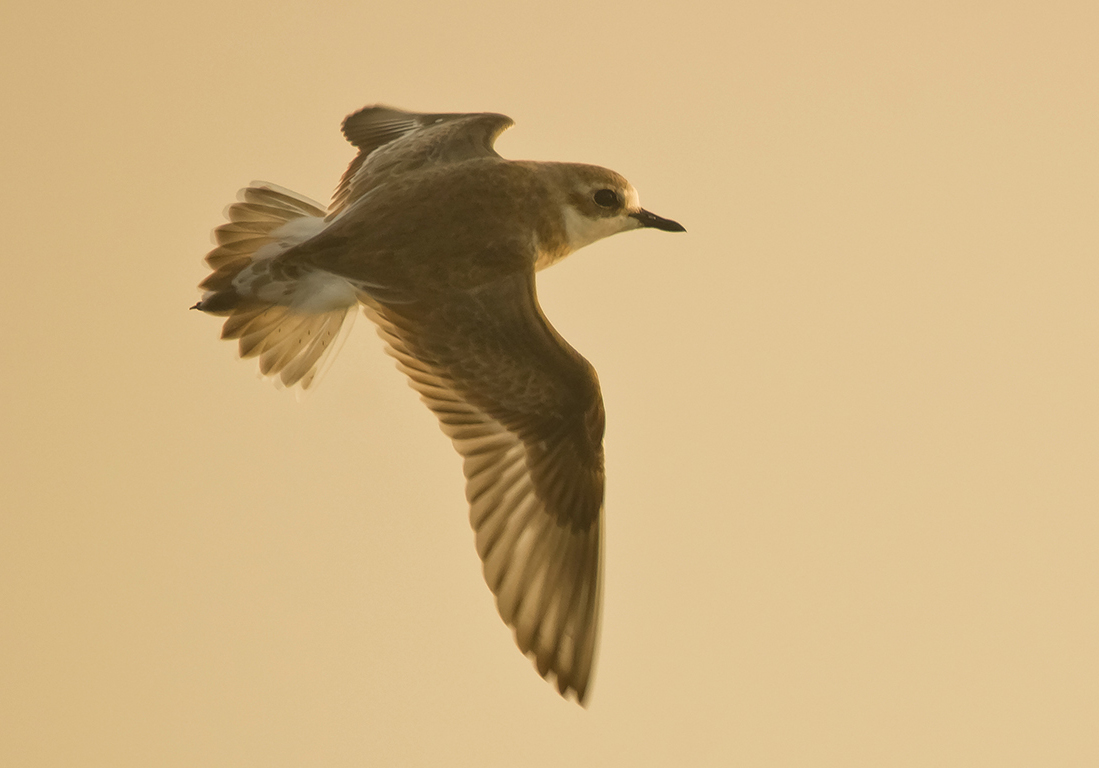
쿠치의 큰왕눈물떼새

터키의 반사막, 그리고 동쪽에서 중앙아시아에 걸쳐 서식한다. 땅에 둥지에 만들어 알을 낳는다. 이 종은 철새에 가까우며, 동아프리카, 남아시아, 오스트레일리아의 모래 해안으로 월동을 한다. 한국에서는 보기 드문 나그네새이다. 북아메리카에서 두 차례 목격되었으며 최근의 건은 2009년 5월 16일 잭슨빌에서였다.

## 생태학
먹이로는 곤충, 갑각류, 환형동물 벌레로 구성된다.

## 분류
큰왕눈물떼새는 세 개의 아종이 있다. 기존에는 물떼새속이었나 Anarhynchus속으로 변경되었다.

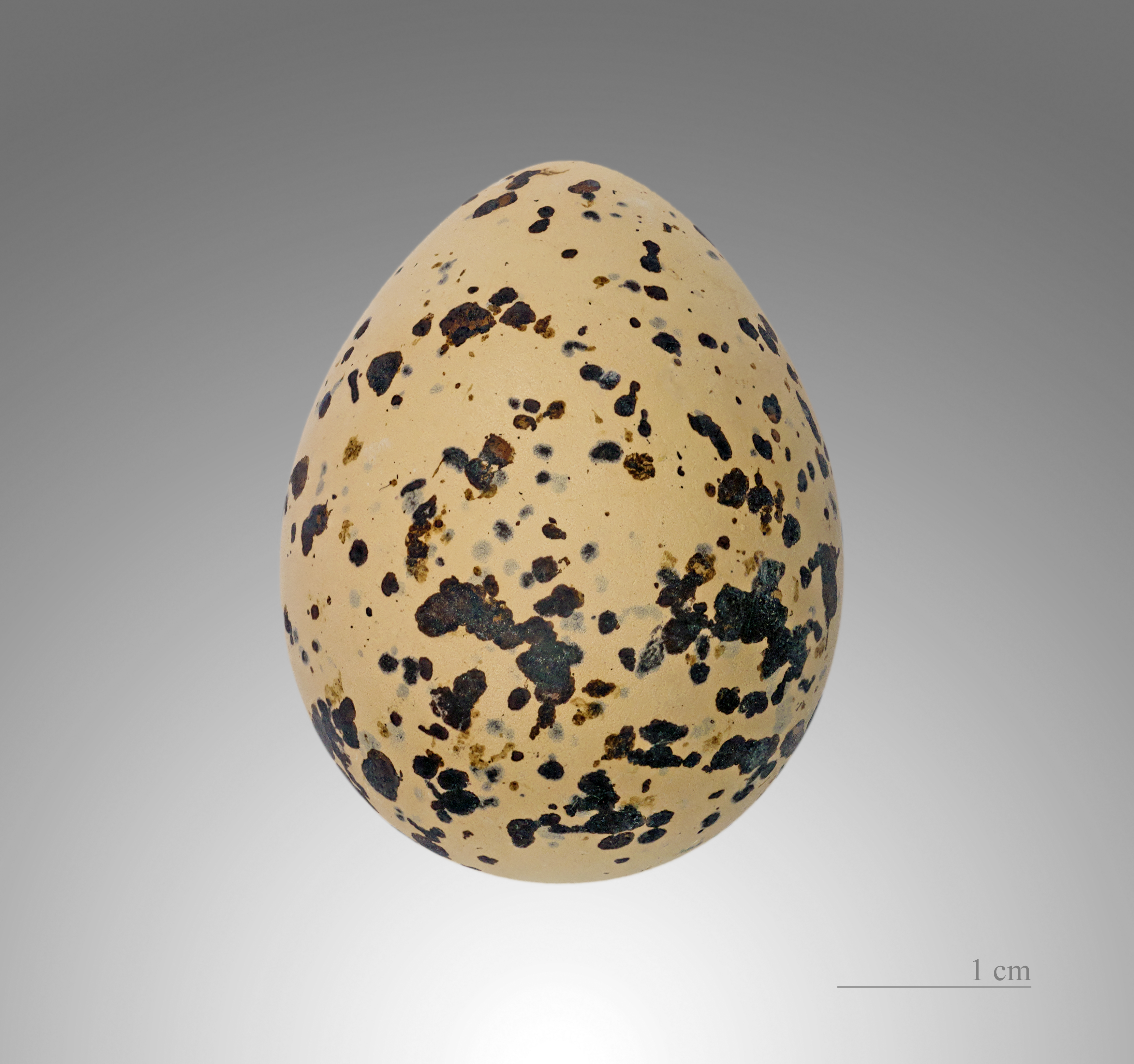
알 - MHNT

- nominate
- C. l. columbinus
- C. l. scythicus

## 추가 문헌
- Taylor, P.B. (1987) Field identification of Greater and Lesser Sandplovers, pp. 15–20 in International Bird Identification: Proceedings of the 4th International Identification Meeting, Eilat, 1st - 8th November 1986 International Birdwatching Centre Eilat